# مطار المشرية
مطار المشرية (إياتا: MZW، إيكاو: DAAY) هو مطار جزائري وطني يقع في بلدية المشرية على بعد 30 كلم شمال مدينة النعامة.

## تاريخ المطار وخصائصه
مطار المشرية هو مطار مدني يخدم مدينة النعامة ومنطقتها (ولاية النعامة).
المطار تديره مؤسسة تسيير مصالح مطارات الجزائر فرع وهران.

### تاريخ المطار
منذ 21 أكتوبر 2021، تربط رحلة أسبوعية للخطوط الجوية الجزائرية النعامة بالجزائر العاصمة كل يوم أحد في 90 دقيقة بدلاً من 8 إلى 9 ساعات بالسيارة.

## البنية التحتية ذات الصلة

### المدرجات
يحتوي المطار على مدرجين من الخرسانة الإسفلتية، الأول بطول 3060 متر والثاني بطول 2800 متر.

## الشركات والوجهات
| شركـات طيـران           | الوجهات                                                                       |
| ----------------------- | ----------------------------------------------------------------------------- |
| الخطوط الجوية الجزائرية | مطار الجزائر - هواري بومدين، مطار وهران - أحمد بن بلة، مطار البيض، مطار تندوف |
| طيران الطاسيلي          | مطار الجزائر - هواري بومدين                                                   |

## مذكرات ومراجع
1. ↑  Airports Council International, ed. (2014), World Airport Traffic Report (بالإنجليزية), QID:Q109831807
2. ↑  {{https://www.algerie-eco.com/2021/10/24/naama-inauguration-dune-nouvelle-ligne-aerienne-entre-mecheria-et-alger/}} نسخة محفوظة 2022-02-07 على موقع واي باك مشين.